# Uriel Adriano Ruiz
Uriel Avigdor Adriano Ruiz (Ciudad Victoria, 30 de abril de 1990) es un deportista mexicano que compite en taekwondo.

## Biografía
Nació en Ciudad Victoria, Tamaulipas, pero ha residido la mayor parte de su vida en Guadalajara, Jalisco. Cuenta que de pequeño fue un niño muy inquieto por lo que sus padres lo mandaron a practicar taekwondo, aunque el deporte que realmente le interesaba en un inicio era el fútbol americano.

## Trayectoria
Inició la práctica del taekwondo a los 13 años de edad. Al ser multimedallista en la Olimpiada Nacional del 2006 al 2011 fue invitado para ser parte de la selección nacional juvenil e iniciar su concentración en el Centro Nacional de Desarrollo de Talentos Deportivos y Alto Rendimiento (CNAR).
Obtuvo medallas de bronce en los Abiertos de Estados Unidos, Toronto y Argentina, y en el 2013 recibe medalla de oro el Campeonato Mundial de Taekwondo en Puebla. Por lo que ese mismo año fue reconocido con el Premio Estatal del Deporte (Jalisco), de manos del Gobernador del Estado, Aristóteles Sandoval y el Premio Nacional del Deporte junto al gimnasta, Daniel Corral y al atleta, Luis Rivera.
Ganó una medalla de oro en el Campeonato Mundial de Taekwondo de 2013 y dos medallas de oro en el Campeonato Panamericano de Taekwondo, en los años 2014 y 2018. En los Juegos Panamericanos de 2011 consiguió una medalla de bronce.
| Campeonato Mundial      | Campeonato Mundial       | Campeonato Mundial | Campeonato Mundial |
| Año                     | Lugar                    | Medalla            | Categoría          |
| ----------------------- | ------------------------ | ------------------ | ------------------ |
| 2013                    | Puebla (México)          | Medalla de oro     | –74 kg             |
| Juegos Panamericanos    |                          |                    |                    |
| Año                     | Lugar                    | Medalla            | Categoría          |
| 2011                    | Guadalajara (México)     | Medalla de bronce  | –80 kg             |
| Campeonato Panamericano |                          |                    |                    |
| Año                     | Lugar                    | Medalla            | Categoría          |
| 2014                    | Aguascalientes (México)  | Medalla de oro     | –74 kg             |
| 2018                    | Spokane (Estados Unidos) | Medalla de oro     | –80 kg             |